# ペンシルベニア州知事
ペンシルベニア州知事（英語：Governor of the Commonwealth of Pennsylvania）は、アメリカ合衆国のペンシルベニア州の州知事である。

## 一覧

### 最高執行評議会議長
| # | 議長                         | 就任           | 退任           | 副議長                     |
| - | ---------------------------- | -------------- | -------------- | -------------------------- |
| 1 | トマス・ウォートン・ジュニア | 1777年3月5日   | 1778年5月23日  | ジョージ・ブライアン       |
| 2 | ジョージ・ブライアン         | 1778年5月23日  | 1778年12月1日  | （議長代理）               |
| 3 | ジョゼフ・リード             | 1778年12月1日  | 1781年11月15日 | ジョージ・ブライアン       |
| 3 | ジョゼフ・リード             | 1778年12月1日  | 1781年11月15日 | マシュー・スミス           |
| 3 | ジョゼフ・リード             | 1778年12月1日  | 1781年11月15日 | ウィリアム・ムーア         |
| 4 | ウィリアム・ムーア           | 1781年11月15日 | 1782年11月7日  | ジェームズ・ポッター       |
| 5 | ジョン・ディキンソン         | 1782年11月7日  | 1785年10月18日 | ジェームズ・ユーイング     |
| 5 | ジョン・ディキンソン         | 1782年11月7日  | 1785年10月18日 | ジェームズ・アーヴァイン   |
| 5 | ジョン・ディキンソン         | 1782年11月7日  | 1785年10月18日 | チャールズ・ビドル         |
| 6 | ベンジャミン・フランクリン   | 1785年10月18日 | 1788年11月5日  | チャールズ・ビドル         |
| 6 | ベンジャミン・フランクリン   | 1785年10月18日 | 1788年11月5日  | ピーター・ミューレンバーグ |
| 6 | ベンジャミン・フランクリン   | 1785年10月18日 | 1788年11月5日  | デイヴィッド・レディック   |
| 7 | トマス・ミフリン             | 1788年11月5日  | 1790年12月21日 | ジョージ・ロス             |

### ペンシルベニア州知事
| #  | 知事                               | 就任           | 退任           | 政党         | 副知事                             |
| -- | ---------------------------------- | -------------- | -------------- | ------------ | ---------------------------------- |
| 1  | トマス・ミフリン                   | 1790年12月21日 | 1799年12月17日 | なし         | なし                               |
| 2  | トマス・マッキーン                 | 1799年12月17日 | 1808年12月20日 | 民主共和党   | なし                               |
| 3  | サイモン・スナイダー               | 1808年12月20日 | 1817年12月16日 | 民主共和党   | なし                               |
| 4  | ウィリアム・フィンドレイ           | 1817年12月16日 | 1820年12月19日 | 民主共和党   | なし                               |
| 5  | ジョセフ・ハイスター               | 1820年12月19日 | 1823年12月16日 | 民主共和党   | なし                               |
| 6  | ジョン・アンドリュー・シュルツ     | 1823年12月16日 | 1829年12月15日 | 民主共和党   | なし                               |
| 7  | ジョージ・ウォルフ                 | 1829年12月15日 | 1835年12月15日 | 民主共和党   | なし                               |
| 8  | ジョゼフ・リスナー                 | 1835年12月15日 | 1839年1月15日  | 反メーソン党 | なし                               |
| 9  | デイヴィッド・R・ポーター          | 1839年1月15日  | 1845年1月21日  | 民主党       | なし                               |
| 10 | フランシス・R・シャンク            | 1845年1月21日  | 1848年7月9日   | 民主党       | なし                               |
| —  | 空席                               | 1848年7月9日   | 1848年7月26日  | —            | なし                               |
| 11 | ウィリアム・F・ジョンストン        | 1848年7月26日  | 1852年1月20日  | ホイッグ党   | なし                               |
| 12 | ウィリアム・バイグラー             | 1852年1月20日  | 1855年1月16日  | 民主党       | なし                               |
| 13 | ジェームズ・ポロック               | 1855年1月16日  | 1858年1月19日  | ホイッグ党   | なし                               |
| 14 | ウィリアム・F・パッカー            | 1858年1月19日  | 1861年1月15日  | 民主党       | なし                               |
| 15 | アンドルー・グレッグ・カーティン   | 1861年1月15日  | 1867年1月15日  | 共和党       | なし                               |
| 16 | ジョン・ギアリー                   | 1867年1月15日  | 1873年1月21日  | 共和党       | なし                               |
| 17 | ジョン・ハートランフト             | 1873年1月21日  | 1879年1月21日  | 共和党       | なし                               |
| 17 | ジョン・ハートランフト             | 1873年1月21日  | 1879年1月21日  | 共和党       | ジョン・ラッタ                     |
| 18 | ヘンリー・M・ホイト                | 1879年1月21日  | 1883年1月16日  | 共和党       | チャールズ・ウォーレン・ストーン   |
| 19 | ロバート・E・パティソン            | 1883年1月16日  | 1887年1月18日  | 民主党       | ショーンシー・フォワード・ブラック |
| 20 | ジェームズ・ビーヴァー             | 1887年1月18日  | 1891年1月20日  | 共和党       | ウィリアム・T・デイヴィス          |
| 19 | ロバート・E・パティソン            | 1891年1月20日  | 1895年1月15日  | 民主党       | ルイス・アーサー・ワトルズ         |
| 21 | ダニエル・H・ヘイスティングス      | 1895年1月15日  | 1899年1月17日  | 共和党       | ウォルター・ライオン               |
| 22 | ウィリアム・A・ストーン            | 1899年1月17日  | 1903年1月20日  | 共和党       | ジョン・P・S・ゴビン               |
| 23 | サミュエル・W・ペニーパッカー      | 1903年1月20日  | 1907年1月15日  | 共和党       | ウィリアム・M・ブラウン            |
| 24 | エドウィン・シドニー・ステュアート | 1907年1月15日  | 1911年1月17日  | 共和党       | ロバート・S・マーフィー            |
| 25 | ジョン・K・テナー                  | 1911年1月17日  | 1915年1月19日  | 共和党       | ジョン・メリマン・レイノルズ       |
| 26 | マーティン・グローヴ・ブランバウ   | 1915年1月19日  | 1919年1月21日  | 共和党       | フランク・B・マクレーン            |
| 27 | ウィリアム・キャメロン・スプロウル | 1919年1月21日  | 1923年1月16日  | 共和党       | エドワード・E・バイドルマン        |
| 28 | ギフォード・ピンショー             | 1923年1月16日  | 1927年1月18日  | 共和党       | デイヴィッド・J・デイヴィス        |
| 29 | ジョン・S・フィッシャー            | 1927年1月18日  | 1931年1月20日  | 共和党       | アーサー・ジェームズ               |
| 28 | ギフォード・ピンショー             | 1931年1月20日  | 1935年1月15日  | 共和党       | エドワード・C・シャノン            |
| 30 | ジョージ・ハワード・アール         | 1935年1月15日  | 1939年1月17日  | 民主党       | トマス・ケネディ                   |
| 31 | アーサー・ジェームズ               | 1939年1月17日  | 1943年1月19日  | 共和党       | サミュエル・S・ルイス              |
| 32 | エドワード・マーティン             | 1943年1月19日  | 1947年1月2日   | 共和党       | ジョン・C・ベル                    |
| 33 | ジョン・C・ベル                    | 1947年1月2日   | 1947年1月21日  | 共和党       | 空席                               |
| 34 | ジェームズ・H・ダフ                | 1947年1月21日  | 1951年1月16日  | 共和党       | ダニエル・ストリックラー           |
| 35 | ジョン・S・ファイン                | 1951年1月16日  | 1955年1月18日  | 共和党       | ロイド・H・ウッド                  |
| 36 | ジョージ・M・リーダー              | 1955年1月18日  | 1959年1月20日  | 民主党       | ロイ・E・ファーマン                |
| 37 | デイヴィッド・L・ローレンス        | 1959年1月20日  | 1963年1月15日  | 民主党       | ジョン・モーガン・デイヴィス       |
| 38 | ウィリアム・スクラントン           | 1963年1月15日  | 1967年1月17日  | 共和党       | レイモンド・P・シェーファー        |
| 39 | レイモンド・P・シェーファー        | 1967年1月17日  | 1971年1月19日  | 共和党       | レイモンド・J・ブロデリック        |
| 40 | ミルトン・シャプ                   | 1971年1月19日  | 1979年1月16日  | 民主党       | アーネスト・P・クライン            |
| 41 | ディック・ソーンバーグ             | 1979年1月16日  | 1987年1月20日  | 共和党       | ウィリアム・スクラントン           |
| 42 | ロバート・P・ケーシー              | 1987年1月20日  | 1995年1月17日  | 民主党       | マーク・シンゲル                   |
| 43 | トム・リッジ                       | 1995年1月17日  | 2001年10月5日  | 共和党       | マーク・S・シュワイカー            |
| 44 | マーク・S・シュウェイカー          | 2001年10月5日  | 2003年1月21日  | 共和党       | ロバート・ジュブライラー           |
| 45 | エド・レンデル                     | 2003年1月21日  | 2011年1月18日  | 民主党       | キャサリン・ベイカー・ノル         |
| 45 | エド・レンデル                     | 2003年1月21日  | 2011年1月18日  | 民主党       | ジョー・スカーナティ               |
| 46 | トム・コーベット                   | 2011年1月18日  | 2015年1月20日  | 共和党       | ジム・コーリー                     |
| 47 | トム・ウォルフ                     | 2015年1月20日  | 2023年1月17日  | 民主党       | マイク・スタック                   |
| 48 | ジョシュ・シャピロ                 | 2023年1月17日  | 現職           | 民主党       | オースティン・デービス             |